# Tom Bender
Thomas Erwin « Tom » Bender, né le 27 septembre 1944, est un ancien joueur australien de basket-ball. Il évolue durant sa carrière au poste de pivot.

## Biographie
Il joue l'espace d'une saison, en 1976, à l'Épine de Chantonnay (Vendée) avant de repartir au Maccabi Tel-Aviv (Israël).